# Johnsdorf-Brunn
Johnsdorf-Brunn est une ancienne commune autrichienne du district de Südoststeiermark en Styrie.